# Martin Bercovici
Martin Bercovici (n. 24 august 1902, Bârlad – d. 19 ianuarie 1971, București) a fost un inginer energetician român de etnie evreiască, membru titular al Academiei Române din anul 1963, ales și membru de onoare post-mortem al Academiei Oamenilor de Știință din România.

## Biografie
Între anii 1921-1926 a studiat la Școala Politehnică din București, unde s-a specializat în inginerie electrică, obținând titlul de inginer electrotehnician. După absolvire, în 1927, s-a angajat la Societatea de Gaz și Electricitate din București, unde a lucrat timp de douăzeci de ani. După 10 ani de activitate a fost numit subdirector tehnic al întreprinderii.
Activitatea sa a fost întreruptă în 1940-1944, în intervalul persecuțiilor rasiale, dar inginerul Martin Bercovici a desfășurat în acest timp o amplă activitate ca profesor și director al școlilor evreiești tehnice din România, unice într-o Europă bântuită de fasciști. Școala Tehnică evreiască a luat ființă la 11 decembrie 1940 cu numai patru studenți, dar curând numărul lor s-a ridicat la 16. În 1942, „Școala Bercovici” ajunsese să aibă 50 de profesori și 543 de studenți, ceea ce a fost considerat prea mult de autoritățile antonesciene, care au desființat această Politehnică la 30 iunie 1943. Totuși, Politehnica a mai funcționat până în vara lui 1944. Nimeni nu știe cum a fost obținut acest an „ilegal”, dar este de bănuit că și corupția regimului a jucat un rol. Aceste cursuri de pregătire tehnică pentru tinerii evrei excluși din învățământul superior, au fost ulterior recunoscute de statul român, permițând multor tineri evrei să-și facă studiile inginerești, în ciuda persecuțiilor rasiale.
În anul 1944 s-a reîntors la Societatea de Gaz și Electricitate din București, ca subdirector general, desfășurând o amplă activitate de refacere a instalațiilor distruse de al Doilea Război Mondial și de dezvoltare a acestora.
Martin Bercovici a participat activ la înființarea Institutului de Studii și Proiectări Energetice (ISPE), în martie 1949, contribuind major la organizarea institutului, în calitate de director general al ISPE și urmărind, în perspectivă, realizarea Sistemului Electroenergetic Național.
În anul 1952 a fost promovat director general tehnic în cadrul Ministerului Energiei Electrice. A predat și la Politehnica din București, unde a fost creatorul școlii românești de rețele și sisteme electrice. A fost primul decan al Facultății de Energetică a Politehnicii din București și fondatorul școlii românești de centrale electrice.
A efectuat cercetări în domeniul electro-energeticii și a adus importante contribuții în construirea a diverse echipamente electrice. Este autorul teoriei componentelor simetrice și aplicațiilor acesteia în electrotehnică; a soluționat probleme de reglaj al puterii și frecvenței în rețelele electrice, a calculat raza de influență a liniilor de înaltă tensiune asupra rețelei de comunicații și a adus importante contribuții la perfecționarea modului de transmitere la mare distanță în curent alternativ și în curent continuu. A aplicat calculul matricial în studiul regimurilor rețelelor electrice cu ajutorul calculatoarelor electronice, ceea ce a constituit o noutate științifică deosebită la nivelul de dezvoltare a tehnicii anilor '50.
La 2 iulie 1955 a fost ales membru corespondent al Academiei Române pentru rezultate deosebite obținute în cercetarea electrotehnică.
A fost ales președinte al părții române din Comisia Mixtă Iugoslavo-Română în vederea studierii fezabilității proiectelor de amenajare a zonei de constituire a hidrocentralei de pe Dunăre de la Drobeta-Turnu Severin, fiind unicul energetician român care a luat parte la toate etapele de pregătire și construire a hidrocentralei Porțile de Fier I.
Ca o recunoaștere a competenței sale profesionale, a fost ales membru permanent al Conferinței Internaționale a Marilor Rețele Electrice de Înaltă Tensiune, cu sediul la Paris.
La 21 martie 1963 i s-a acordat titlul de membru titular al Academiei Române.
Lucrările sale, publicate în anii '60 sau mai târziu, chiar postum, individual sau în colaborare cu alții (A. Arie, A. Poeată), sunt considerate lucrări de referință în domeniul energeticii și în special în domeniul rețelelor electrice din literatura tehnică românească.

## Afilieri
- Membru al Societății Politehnice (din 1932) - prima asociație profesională durabilă a inginerilor din România, înființată în 1881.[9]
- Membru al Asociației Științifice a Inginerilor și Tehnicienilor (ASIT).[5]

## Distincții
- Medalia „A cincea aniversare a Republicii Populare Române” (24 decembrie 1952) „pentru lupta și munca duse în vederea făuririi, consolidării și prosperării Republicii Populare Române”[10]
- Ordinul Muncii clasa a II-a (31 mai 1957) „pentru merite deosebite în muncă, cu ocazia celui de al II-lea Congres al Asociației Științifice a Inginerilor și Tehnicienilor din Republica Populară Romînă”[11]

## In memoriam
La 18 ianuarie 2011 a fost organizat Simpozionul de Rețele și Sisteme Electrice – In Memoriam Martin Bercovici. Cu această ocazie, în fața clădirii Facultății de Energetică din cadrul Universității „Politehnica” București a fost dezvelit bustul profesorului Martin Bercovici, realizat de sculptorul Alexandru Hanc.

## Opere
A publicat numeroase lucrări de specialitate dintre care cităm:
- Măsuri de protecție în instalațiile electrice de joasă tensiune împotriva atingerilor electrice (1933);
- Calculul circulației curenților în rețele electrice buclate, cu ajutorul mașinilor de calcul numeric (1960);
- Rețele electrice. Calculul mecanic, Editura Tehnică, București, 1963 (în colaborare cu Arie A. Arie) - primă ediție.
- Influența rețelelor asupra puterii de rupere a întrerupătoarelor la deconectarea scurtcircuitelor trifazate (1967);
- Rețele electrice (2 volume 1974 , 1981) - lucrare de sinteză, apărută postum:
  - Rețele electrice – Calculul electric, Ed. Tehnică (1974)
  - Rețele electrice – Calcul mecanic, Ed. Tehnică (1981)

## Citate despre ingineria energetică
- Inginerie energetică este o combinație între abstractul științei și inefabilul artei.